# Stráňavy
Stráňavy és un poble i municipi d'Eslovàquia que es troba a la regió de Žilina, al centre-nord del país.

## Història
La primera menció escrita de la vila es remunta al 1356.

## Demografia
| Godina             | 1994 | 2004   | 2014   | 2024   |
| ------------------ | ---- | ------ | ------ | ------ |
| Nombre de persones | 1756 | 1831   | 1865   | 1897   |
| Diferència         |      | +4,27% | +1,85% | +1,71% |

| Godina             | 2023 | 2024   |
| ------------------ | ---- | ------ |
| Nombre de persones | 1901 | 1897   |
| Diferència         |      | −0,21% |